# Compaq
Compaq Computer Corporation was een Amerikaanse fabrikant van computers, servers, software en randapparatuur. In 2002 ging het bedrijf op in het eveneens Amerikaanse Hewlett-Packard.

Compaq-logo tot 2008.

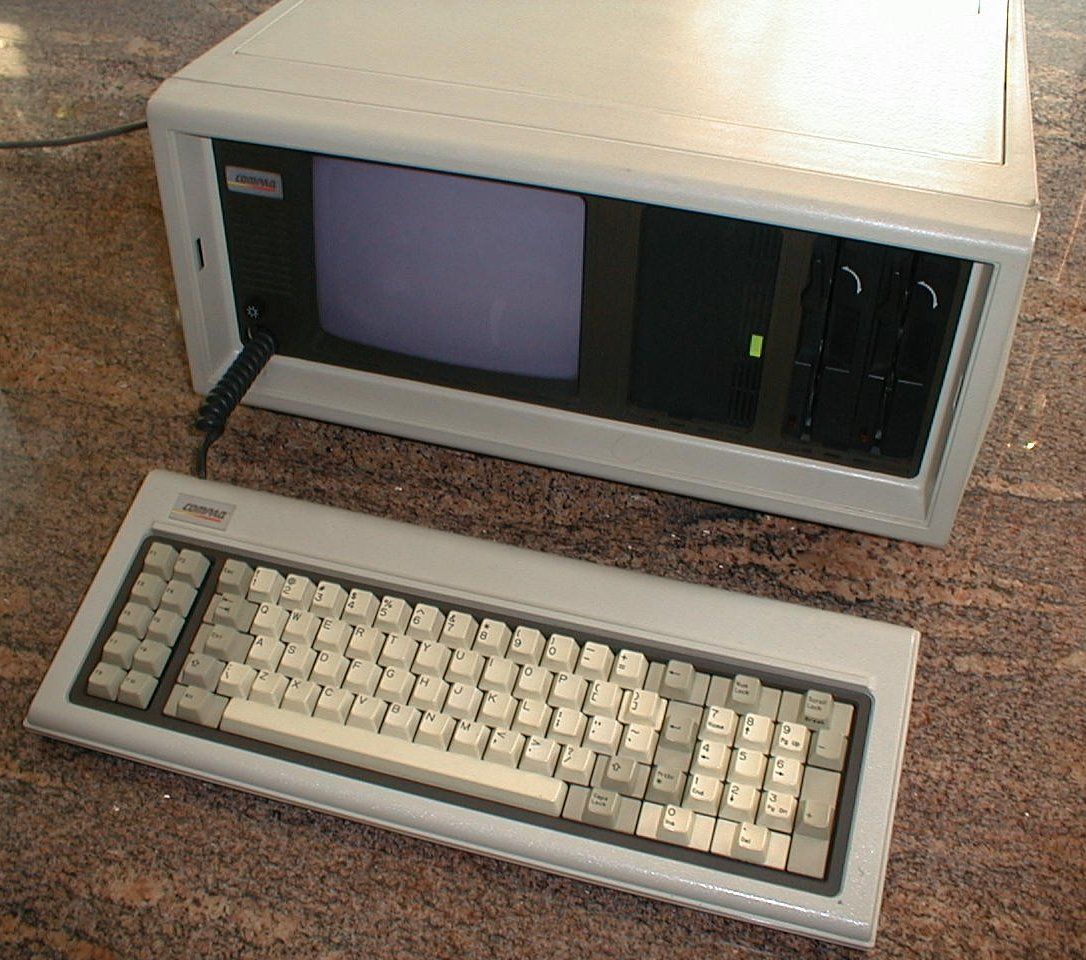
De Compaq Portable uit 1982.

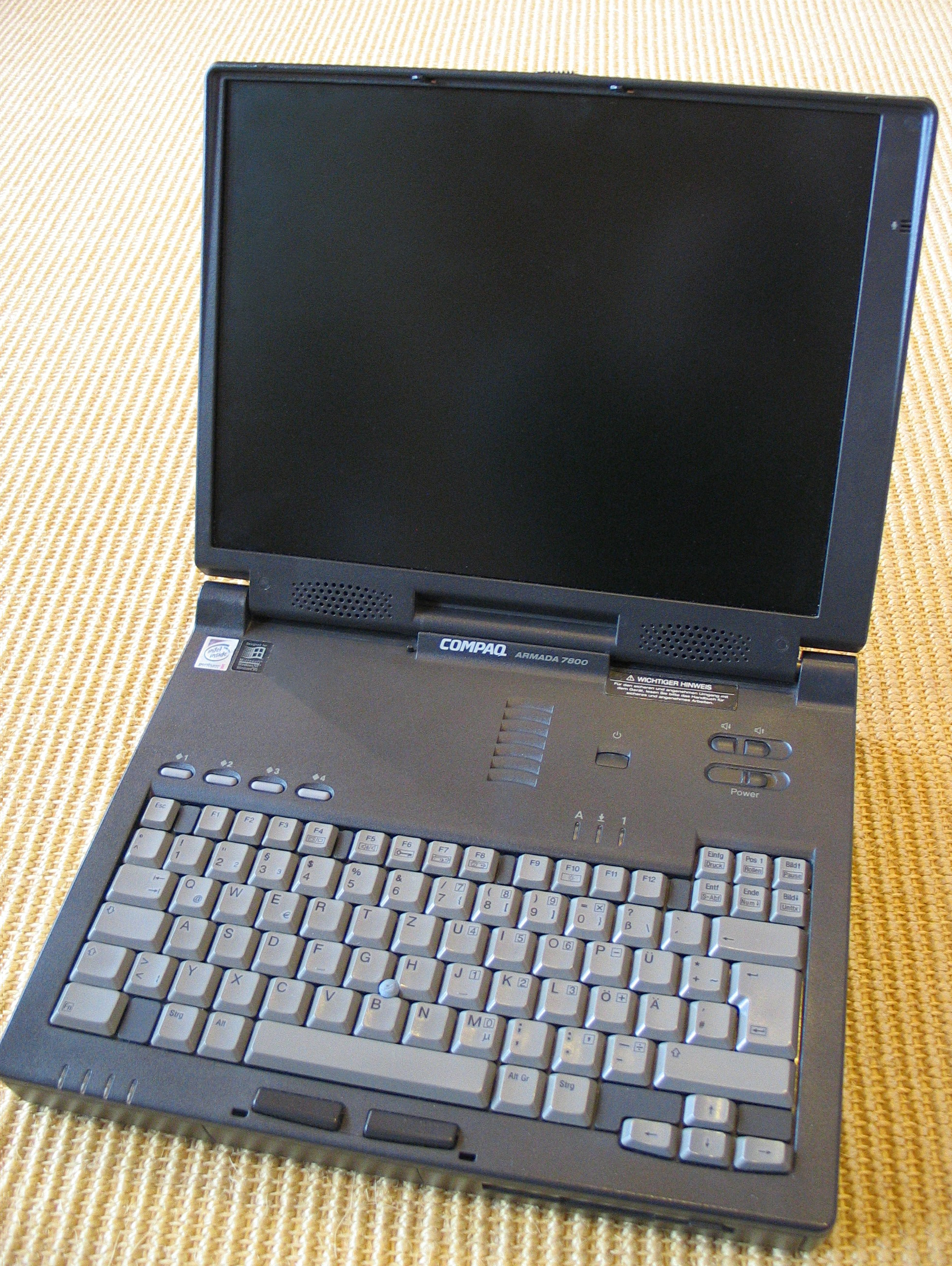
De Armada 7800, een succesvol model van Compaq.

## Geschiedenis
Compaq werd opgericht op 14 februari 1982 door Rod Canion, Jim Harris en Bill Murto, drie managers van de halfgeleiderfabrikant Texas Instruments. De naam was een acroniem dat stond voor "Compatibility and Quality."
Het eerste product was de Compaq Portable; een draagbare personal computer die hetzelfde besturingssysteem gebruikte als de IBM-PC. De Compaq Portable kwam in maart 1983 op de markt. In het eerste jaar werden er 53000 van verkocht en in de drie volgende jaren vestigde het product een verkooprecord.
In 1987 bracht Compaq de eerste pc uit die draaide op een 80386-processor van Intel. Compaq was ook een van de pleitbezorgers van de EISA-standaard. In het midden van de jaren negentig was Compaq een van de eerste fabrikanten die pc's voor de thuisconsument verkocht voor minder dan duizend US dollar / tweeduizend gulden; de "Presario". Om dit prijspeil vast te kunnen houden werd overgeschakeld op processors van AMD en Cyrix. Door de prijzenoorlog drukte Compaq met name IBM en Packard Bell uit de markt.
Vanaf 1995 ging Compaq op het overnamepad. In 1995 nam Compaq het netwerkbedrijf Thomas-Conrad over. Het bedrijf deed in 1997 een bod op Gateway voor een bedrag van 7 miljard, Gateway zou hiermee de consumententak gaan bedienen van Compaq, maar directeur Ted Waitt sloeg de overname af. In 1997 werd Tandem Computers gekocht voor $3 miljard, waardoor Tandem-CEO Roel Pieper in de directie van Compaq kwam. Vlak voor de overname was Compaq het grootste Amerikaanse computerbedrijf en het vijfde computerbedrijf ter wereld met een omzet van $18,1 miljard in 1996.
De omzet van Compaq steeg met 30% in 1997 naar $24,6 miljard en realiseerde een winst van $1,9 miljard. Compaq was sterk in consumenten en zakelijke pc's, maar had geen goede marktpositie in het bedrijfssegment. Hiervoor nam Compaq in 1998 Digital Equipment Corporation (DEC) over. Compaq betaalde $9,6 miljard in geld en aandelen voor DEC. DEC had een jaaromzet van $13 miljard en was marginaal winstgevend. DEC telde 54.400 werknemers in vergelijking tot 33.000 voor Compaq. Compaq zette hiermee een belangrijke stap om de grootste computerfabrikant ter wereld te worden.

### Fusie met Hewlett-Packard
In 2002 werd Compaq zelf overgenomen. Hewlett-Packard bood $25 miljard in geld en HP-aandelen voor het bedrijf. In de 12 maanden voor de overname bekend werd, realiseerde Compaq een omzet van $40 miljard. Compaq leed verliezen en de beurskoers was gedaald voor de overname door HP bekend werd gemaakt. Diverse HP-aandeelhouders, aangevoerd door grootaandeelhouder Walter Hewlett, waren sterk tegen de overname maar dit heeft de overname niet tegengehouden.

## Producten
| Introductiejaar | Type        | Model                       |
| --------------- | ----------- | --------------------------- |
| 1982            | Portable    | personal computer           |
| 1984            | DeskPro     | desktop-pc                  |
| 1985            | DeskPro 286 | desktop-pc                  |
| 1986            | SLT         | laptop                      |
| 1986            | DeskPro 386 | desktop-pc                  |
| 1989            | SystemPro   | server                      |
| 1989            | LTE         | laptop                      |
| 1993            | Presario    | desktop, laptop, all-in-one |
| 1993            | ProLiant    | server                      |
| 1994            | Aero        | ultra-portable laptop       |
| 1995            | Armada      | laptop                      |
| 2000            | iPAQ        | pocket-pc                   |